# 天主教阿尔梅纳拉教区

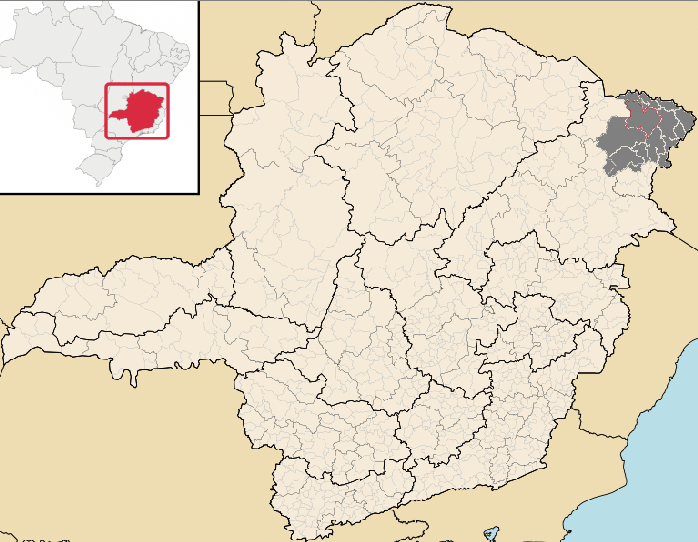
天主教阿尔梅纳拉教区

Regional CNBB Leste 2.

天主教阿爾梅納拉教區（拉丁語：Dioecesis Almenarensis）是巴西一個羅馬天主教教區，屬迪亞曼蒂納總教區。
教區成立於1981年3月28日，位於米納斯吉拉斯州東北部。2012年有教友147,300人（佔轄區總人口76.4%）、十八個堂區、十八名司鐸。現任教區主教為若瑟·嘉祿·希蘭當·卡布拉爾。